# 胡綺芸
胡綺芸（Qiyun Woo，1997年—）是一位新加坡環保活動家、道德内容創作者、氣候活動家和藝術家。 胡綺芸還擔任Unravel Carbon的可持續發展顧問，也是《Green is the New Black》這個亞洲媒體平台的作者，並被BBC評為2023年度100位最具啟發性與影響力的女性之一。

## 早年生活和教育
胡綺芸1997年出生於新加坡。 她獲得了新加坡國立大學的環境研究學士學位。 

## 職業
胡綺芸曾在《Green is the New Black》這個亞洲媒體平台擔任社區負責人。  隨後在新加坡經濟發展局擔任助理，隨後晉升為高級助理。再之後，加入勤業眾信事務所擔任風險諮詢顧問。胡綺芸目前擔任 Unravel Carbon 的可持續發展顧問，同時也是《Green is the New Black》亞洲媒體平台的作者。 

## 倡議主義
胡綺芸在九歲時就開始她環保行動之旅。她在一位知名的澳大利亞動物飼養員兼電視節目主持人史蒂夫.厄文於2006年被魟魚倒刺刺穿死後，為此寫了一篇三頁的文章。她在Instagram上創建了@theweirdandwild 帳號，透過圖像設計、動畫、資訊化圖像與影片來溝通交流新加坡的環境議題。  她也與 Sammie Ng 共同發起了 “白色星期一活動”，倡議大眾只要購買需要的物品，抵抗盲目的消費習慣。她目前在建構一個有互動媒體元素的氣候交流平台叫 Climate Commons。   胡綺芸也以正式代表身份於2023年出席杜拜的 COP 28 會議。

## 獲獎
胡綺芸在2019年獲得新加坡國立大學頒發的 FASS 學生領導獎。2018年，她出席了匯豐銀行/ 紐約大學環保協會頒發的環境青年獎。  胡綺芸也積極的參加許多與可持續發展相關的競賽，如：新加坡大學舉辦的新加坡前沿挑戰比賽、勝科工業的綠色浪潮2018競賽以及全球最大的生態探險競賽活動 CDL E-generation Competition 2018。  她同時也是環境與可持續發展女性（WISE）的冠軍。  2023年11月，她被列入BBC“100位女性”名单。 